# Portrait of Carmen
Portrait of Carmen — студийный альбом американской певицы Кармен Макрей, выпущенный в 1968 году на лейбле Atlantic Records. Аранжировщиками альбома стали Бенни Картер, Джин Де Нови, Оливер Нельсон и Шорти Роджерс.

## Отзывы критиков
| Оценки критиков               | Оценки критиков |
| Источник                      | Оценка          |
| ----------------------------- | --------------- |
| AllMusic                      | [ 4 ]           |
| Billboard                     | [ 5 ]           |
| Encyclopedia of Popular Music | [ 6 ]           |
| The Penguin Guide to Jazz     | [ 7 ]           |

Джейсон Анкени из AllMusic в своей рецензии отмечает, что «Portrait of Carmen не столько обновляет звучание и чувственность великой Кармен Макрей, сколько отражает мир, который наконец-то согласился с её образом мышления, извлекая выгоду из иронии и утончённости, так долго присущих её музыке, для создания пластинки, которая одновременно очень индивидуальна и общедоступна». Также он отметил «серию ярких аранжировок», «прочно укоренившихся в звучании „пост-Sgt. Pepper’s-поп“, но сохранивших всю формальную элегантность и изобретательность джаза». 
Рецензент журнала Hi Fi/Stereo Review Питер Рейлли: «Правда, она „джазовая певица“, хоть сегодня это не так, но даже с учетом этой традиции за плечами она с годами стала менее манерной (обычно с джазовыми певицами всё наоборот); теперь её голос сияет, как розовое дерево, а её фразировка — не что иное, как волшебство. Для тех из вас, кому не всё равно, я сообщу, что мисс Макрей здесь в своей обычной превосходной форме, особенно в „I’m Always Drunk in San Francisco“, что является своего рода виртуозным выступлением, сделавшим её маленькой легендой, и „Wonder Why“, которая восхитительна. Ничто из этого не будет иметь никакого значения для тех, кто слушает The Monkees и кому не терпелось увидеть „Valley of the Dolls“, но для всех остальных Portrait of Carmen будет обязательным прослушиванием».

## Список композиций
| №  | Название                            | Автор(ы)                               | Длительность |
| -- | ----------------------------------- | -------------------------------------- | ------------ |
| 1. | «I’m Always Drunk in San Francisco» | Томми Вольф                            | 3:04         |
| 2. | «Elusive Butterfly»                 | Боб Линд                               | 3:03         |
| 3. | «Day by Day»                        | Сэмми Кан, Аксель Стордаль, Пол Уэстон | 2:28         |
| 4. | «When You Get Around Me»            | Фред Алерт                             | 2:57         |
| 5. | «Walking Happy»                     | Сэмми Кан, Джимми Ван Хьюзен           | 2:40         |
| 6. | «My Very Own Person»                | Джин Де Нови                           | 2:59         |

| №  | Название                              | Автор(ы)                     | Длительность |
| -- | ------------------------------------- | ---------------------------- | ------------ |
| 1. | «Ask Any Woman»                       | Джеральд Лэнгли, Джей Стюарт | 3:01         |
| 2. | «Boy, Do I Have a Surprise for You»   | Джин Де Нови                 | 3:26         |
| 3. | «Loads of Love»                       | Ричард Роджерс               | 3:58         |
| 4. | «I Haven’t Got Anything Better to Do» | Ли Покрисс, Пол Вэнс         | 4:34         |
| 5. | «Wonder Why»                          | Николас Бродский, Сэмми Кан  | 2:14         |